# Parorectis
Parorectis is een geslacht van kevers uit de familie bladkevers (Chrysomelidae).
De wetenschappelijke naam van het geslacht werd in 1901 gepubliceerd door Spaeth.

## Soorten
- Parorectis callosa (Boheman, 1854)
- Parorectis rugosa (Boheman, 1854)